# 브리트 아솜발롱가
브리트 커티스 아솜발롱가(프랑스어: Britt Curtis Asombalonga, 1992년 12월 6일 ~ )는 튀르키예 쉬페르리그 클럽 안탈리아스포르와 콩고 민주 공화국 축구 국가대표팀에서 공격수로 활약하고 있는 콩고 민주 공화국의 프로 축구 선수이다.

## 어린 시절
아솜발롱가는 자이르 킨샤사에서 태어나 8개월 때 가족과 함께 잉글랜드 런던으로 이주했다. 그는 런던 자치구 캠든에 있는 스위스 코티지에서 자랐고 화이트필드 학교를 다녔다. 그는 전 자이르 국제 축구 선수인 페도르 아솜발롱가의 아들이다. 그의 형인 크리스티앙 또한 잉글랜드 비리그 축구 시스템에서 뛰고 있는 축구 선수이다.

## 구단 경력

### 왓퍼드
아솜발롱가는 왓퍼드에서 선수 생활을 시작했으며, 2010년 17세의 유소년 선수로 계약했으며, 팀은 FA 유스컵 8강에 진출했다.
그는 또한 왓퍼드의 리저브 팀에서 정기적으로 출전했고, 시즌 종료 후 1년 프로 계약과 함께 그의 활약에 대해 보상을 받았다. 그는 프레스턴 노스 엔드와 퀸스 파크 레인저스와의 지난 두 경기에서 성인 대표팀의 미사용 대체 선수였다.
2011년 11월, 아솜발롱가는 더 많은 경기 경험을 쌓기 위해 유소년 팀 동료 코너 스미스와 함께 웰드스톤에 합류했다. 12월 3일, 그는 콩코드 레인저스와의 리그 경기에서 첫 골을 넣었다. 아솜발롱가는 2012년 1월 4일에 한 달 더 임대 기간을 연장했다. 아솜발롱가는 2월 4일에 왓퍼드로 돌아와 웰드스톤 소속으로 16경기에서 11골을 넣었다.

## 국가대표팀 경력
아솜발롱가는 잉글랜드와 콩고 민주 공화국을 대표할 자격이 있었다. 2014년 8월, 그는 2015년 아프리카 네이션스컵 예선을 위한 37명의 임시 콩고 민주 공화국 선수단 명단에 이름을 올렸지만 최종 선수단에서 물러났다.
2016년 11월 4일, 노팅엄 포레스트는 아솜발롱가가 11월 13일 기니와의 원정 경기를 위해 콩고 민주 공화국 국가대표팀 소집을 수락했다고 보도했다. 아솜발롱가는 경기 전에 경기에 출전할 수 없는 상황이었기 때문에 부득이하게 선수단에서 제외되었다. 그 해 12월, 아솜발롱가는 가봉에서 열린 2017년 아프리카 네이션스컵에서 콩고 민주 공화국을 대표하는 기회를 거절하고 부상을 당한 시즌 후 노팅엄 포레스트에서 경기를 하는 데 집중하고 싶다고 말했다.
2018년 3월 27일, 아솜발롱가는 0-2로 패한 탄자니아와의 친선 경기에서 콩고 민주 공화국 성인 국가대표팀 데뷔 전을 치렀다.